# Plesianthidium calescens
Plesianthidium calescens är en biart som först beskrevs av Cockerell 1921.  Plesianthidium calescens ingår i släktet Plesianthidium och familjen buksamlarbin. Inga underarter finns listade i Catalogue of Life.